# 山崎竜男
山崎 竜男（やまざき たつお、1922年5月5日 - 2009年8月15日）は、日本の政治家、医師。参議院議員（4期）。
父は衆議院議員や青森県知事を務めた山崎岩男、息子は参議院議員を務めた山崎力、孫は外ヶ浜町長の山崎結子。

## 来歴・人物
東京都出身。青森医学専門学校（現弘前大学医学部）卒業。
産婦人科医として病院勤務後、1965年の参議院議員選挙に青森県選挙区から無所属で立候補したが落選。
3年後の1968年の参議院議員選挙に再び青森県選挙区から無所属で立候補し初当選。当選後は自由民主党に入党した。党内では船田中派→田中角栄派を経て宮澤喜一派に属し、行政管理政務次官、参議院文教委員長などを歴任後、1989年、宇野内閣の環境庁長官として初入閣。
参議院議員任期途中の1991年、同年2月3日執行の青森県知事選挙に無所属で立候補（告示日となる同年1月14日付で公職選挙法の規定により参議院議員を退職（自動失職））したが、候補者3人中最下位で落選。これを機に政界から引退した。
2006年、秋の叙勲で旭日重光章受章。
2009年8月15日、多臓器不全のため、死去した。87歳没。死没日をもって従七位から正四位に叙された。